# Simon Aspelin
Simon Aspelin (Saltsjöbaden, 11 mei 1974) is een voormalig tennisspeler uit Zweden. Hij was voornamelijk actief in het herendubbeltennis.
Aspelin speelde voor zijn profcarrière collegetennis in de Verenigde Staten. In 2007 won Aspelin samen met Julian Knowle de US Open dubbelspeltitel door in de finale het Tsjechische duo Lukáš Dlouhý/Pavel Vízner te verslaan met 7-5, 6-4.
Tijdens de Olympische Zomerspelen in Peking behaalde Aspelin met Thomas Johansson de zilveren medaille in het dubbelspel. Ze verloren de finale van het Zwitserse duo Roger Federer/Stanislas Wawrinka met 3-6, 4-6, 7-6(4), 3-6.
Aspelin zette in 2011, na het ATP-toernooi van Båstad, waar hij nog de dubbelspelfinale haalde, een punt achter zijn profcarrière.

## Palmares
| Legenda                       | Legenda               |
| ----------------------------- | --------------------- |
| Grand Slam                    |                       |
| Olympische Spelen             |                       |
| tot 2009                      | vanaf 2009            |
| Tennis Masters Cup            | ATP Finals            |
| ATP Masters Series            | ATP Tour Masters 1000 |
| ATP International Series Gold | ATP Tour 500          |
| ATP International Series      | ATP Tour 250          |

### Dubbelspel
| Nr.                           | Datum             | Toernooi                                        | Ondergrond    | Partner            | Tegenstanders in finale                 | Score                 | Details |
| ----------------------------- | ----------------- | ----------------------------------------------- | ------------- | ------------------ | --------------------------------------- | --------------------- | ------- |
| Gewonnen finales heren dubbel |                   |                                                 |               |                    |                                         |                       |         |
| 1.                            | 13 februari 2000  | Open 13                                         | Hardcourt     | Johan Landsberg    | Juan Ignacio Carrasco Jairo Velasco jr. | 7-6(2), 6-4           | Details |
| 2.                            | 25 mei 2003       | International Raiffeisen Grand Prix             | Gravel        | Massimo Bertolini  | Sargis Sargsian Nenad Zimonjić          | 6-4, 6-7(8), 6-3      | Details |
| 3.                            | 13 juli 2003      | Synsam Swedish Open                             | Gravel        | Massimo Bertolini  | Lucas Arnold Ker Mariano Hood           | 6-7(3), 6-0, 6-4      | Details |
| 4.                            | 6 februari 2005   | Delray Beach International Tennis Championships | Hardcourt     | Todd Perry         | Jordan Kerr Jim Thomas                  | 6-3, 6-3              | Details |
| 5.                            | 20 februari 2005  | Regions Morgan Keegan Championships             | Hardcourt (i) | Todd Perry         | Bob Bryan Mike Bryan                    | 6-4, 6-4              | Details |
| 6.                            | 15 oktober 2006   | St. Petersburg Open                             | Tapijt (i)    | Todd Perry         | Julian Knowle Jürgen Melzer             | 6-1, 7-6(3)           | Details |
| 7.                            | 26 mei 2007       | Hypo Group Tennis International                 | Gravel        | Julian Knowle      | Leoš Friedl David Škoch                 | 7-6(6), 5-7, [10-5]   | Details |
| 8.                            | 17 juni 2007      | Gerry Weber Open                                | Gras          | Julian Knowle      | Fabrice Santoro Nenad Zimonjić          | 6-4, 7-6(5)           | Details |
| 9.                            | 15 juli 2007      | Catella Swedish Open                            | Gravel        | Julian Knowle      | Martín García Sebastián Prieto          | 6-2, 6-4              | Details |
| 10.                           | 7 september 2007  | US Open                                         | Hardcourt     | Julian Knowle      | Lukáš Dlouhý Pavel Vízner               | 7-5, 6-4              | Details |
| 11.                           | 26 juli 2009      | International German Open                       | Gravel        | Paul Hanley        | Marcelo Melo Filip Polášek              | 6-3, 6-3              | Details |
| 12.                           | 27 februari 2010  | Barclays Dubai Tennis Championships             | Hardcourt     | Paul Hanley        | Lukáš Dlouhý Leander Paes               | 6-2, 6-3              | Details |
| Verloren finales heren dubbel |                   |                                                 |               |                    |                                         |                       |         |
| 1.                            | 15 juli 2001      | Telenordia Swedish Open                         | Gravel        | Andrew Kratzmann   | Karsten Braasch Jens Knippschild        | 6-7(3), 6-4, 6-7(5)   | Details |
| 2.                            | 29 juli 2001      | Generali Open                                   | Gravel        | Andrew Kratzmann   | Àlex Corretja Luis Lobo                 | 3-6, 6-4, 3-6         | Details |
| 3.                            | 24 februari 2002  | Copa AT&T                                       | Gravel        | Andrew Kratzmann   | Gastón Etlis Martín Rodríguez           | 6-3, 3-6, [4-10]      | Details |
| 4.                            | 14 april 2002     | Estoril Open                                    | Gravel        | Andrew Kratzmann   | Karsten Braasch Andrej Olchovski        | 3-6, 3-6              | Details |
| 5.                            | 14 september 2002 | BCR Open Romania                                | Gravel        | Jeff Coetzee       | Karsten Braasch Sargis Sargsian         | 6-7(7), 2-6           | Details |
| 6.                            | 11 juli 2004      | Synsam Swedish Open                             | Gravel        | Todd Perry         | Mahesh Bhupathi Jonas Björkman          | 6-4, 6-7(2), 6-7(6)   | Details |
| 7.                            | 18 juli 2004      | Mercedes Cup                                    | Gravel        | Todd Perry         | Jiří Novák Radek Štěpánek               | 2-6, 4-6              | Details |
| 8.                            | 9 januari 2005    | Next Generation Hardcourts                      | Hardcourt     | Todd Perry         | Xavier Malisse Olivier Rochus           | 6-7(5), 4-6           | Details |
| 9.                            | 17 januari 2005   | Heineken Open                                   | Hardcourt     | Todd Perry         | Yves Allegro Michael Kohlmann           | 4-6, 6-7(4)           | Details |
| 10.                           | 19 juli 2005      | The 10tele.com Open                             | Gras          | Todd Perry         | Jonathan Erlich Andy Ram                | 6-4, 3-6, 5-7         | Details |
| 11.                           | 19 juli 2005      | RCA Championships                               | Hardcourt     | Todd Perry         | Paul Hanley Graydon Oliver              | 2-6, 1-3 opgave       | Details |
| 12.                           | 9 oktober 2005    | AIG Japan Open                                  | Hardcourt     | Todd Perry         | Satoshi Iwabuchi Takao Suzuki           | 4-5, 4-5              | Details |
| 13.                           | 15 januari 2006   | Heineken Open                                   | Hardcourt     | Todd Perry         | Andrei Pavel Rogier Wassen              | 2-6, 7-5, [4-10]      | Details |
| 14.                           | 14 januari 2007   | Heineken Open                                   | Hardcourt     | Chris Haggard      | Jeff Coetzee Rogier Wassen              | 7-6(9), 3-6, [2-10]   | Details |
| 15.                           | 17 november 2007  | Tennis Masters Cup                              | Hardcourt (i) | Julian Knowle      | Mark Knowles Daniel Nestor              | 2-6, 3-6              | Details |
| 16.                           | 16 augustus 2008  | Olympische Zomerspelen 2008                     | Hardcourt     | Thomas Johansson   | Roger Federer Stanislas Wawrinka        | 3-6, 4-6, 7-6(4), 3-6 | Details |
| 17.                           | 12 april 2009     | Grand Prix Hassan II                            | Gravel        | Paul Hanley        | Łukasz Kubot Oliver Marach              | 6-7(4), 6-3, [6-10]   | Details |
| 18.                           | 17 mei 2009       | Mutua Madrileña Madrid Open                     | Gravel        | Wesley Moodie      | Daniel Nestor Nenad Zimonjić            | 4-6, 4-6              | Details |
| 19.                           | 25 oktober 2009   | If Stockholm Open                               | Hardcourt (i) | Paul Hanley        | Bruno Soares Kevin Ullyett              | 4-6, 6-7(4)           | Details |
| 20.                           | 14 februari 2010  | ABN AMRO World Tennis Tournament                | Hardcourt (i) | Paul Hanley        | Daniel Nestor Nenad Zimonjić            | 4-6, 6-4, [7-10]      | Details |
| 21.                           | 17 juli 2011      | SkiStar Swedish Open                            | Gravel        | Andreas Siljeström | Robert Lindstedt Horia Tecău            | 3-6, 3-6              | Details |

## Prestatietabellen
| Legenda | Legenda                          |
| ------- | -------------------------------- |
| g.t.    | geen toernooi gehouden           |
| l.c.    | lagere categorie                 |
| –       | niet deelgenomen                 |
| G       | uitgeschakeld in de groepsfase   |
| 1R      | uitgeschakeld in de eerste ronde |
| 2R      | uitgeschakeld in de tweede ronde |
| 3R      | uitgeschakeld in de derde ronde  |
| 4R      | uitgeschakeld in de vierde ronde |
| KF      | uitgeschakeld in de kwartfinale  |
| HF      | uitgeschakeld in de halve finale |
| F       | de finale verloren               |
| W       | het toernooi gewonnen            |
| w-v     | winst/verlies-balans             |

### Prestatietabel grand slam, dubbelspel
| Toernooi        | 2000 | 2001 | 2002 | 2003 | 2004 | 2005 | 2006 | 2007 | 2008 | 2009 | 2010 | 2011 |
| --------------- | ---- | ---- | ---- | ---- | ---- | ---- | ---- | ---- | ---- | ---- | ---- | ---- |
| Australian Open | 3R   | 1R   | 2R   | 2R   | 2R   | 3R   | KF   | 2R   | 1R   | 1R   | 3R   | 1R   |
| Roland Garros   | 1R   | 2R   | 1R   | 1R   | 1R   | 3R   | 2R   | 3R   | 3R   | 3R   | 1R   | 3R   |
| Wimbledon       | 1R   | 2R   | 1R   | 2R   | KF   | 1R   | KF   | 1R   | 1R   | KF   | 2R   | KF   |
| US Open         | 1R   | 1R   | 2R   | 1R   | 3R   | KF   | 2R   | W    | 2R   | 1R   | KF   | –    |